# 112. вечити дерби у фудбалу
112. вечити дерби у фудбалу је фудбалска утакмица одиграна у Београду 20. марта 1999. године, између Црвене звезде и Партизана. Утакмица се завршила резултатом 2 : 2 (2 : 1).